# Piotr Zelazko
Piotr Zelazko (* 19. června 1976, Lubsko, Polsko) je polský katolický kněz, který působí v Latinském jeruzalémském patriarchátu jako Vikář latinského patriarchy jeruzalémského pro katolíky hebrejského jazyka. Na kněze byl vysvěcen v roce 2003 ve štětínsko-kamieńské arcidiecézi. Studoval na Papežském biblickém institutu, Hebrejské univerzitě v Jeruzalémě a Studium Biblicum Franciscanum v Jeruzalémě. Působí v pastoraci jeruzalémského patriarchátu od roku 2012, nejprve v Jeruzalémě a posléze v Beer Ševa.